# 呂伯奢
呂伯奢（？—190年），东汉末期人物，曹操早年好友，因小說《三國演義》第四回中描寫被曹操殺害而聞名。呂伯奢墓在河南省郑州市中牟縣城北7公里。

## 曹操殺呂伯奢的歷史演变
初平元年（190年），曹操為逃避董卓任命而東歸，途中曾路过呂伯奢的家，但有不同版本。

### 《三国志》
史书《三国志》中没有曹操杀害呂伯奢的记载。裴松之的注释则加了后来写的王沈《魏书》、《魏晋世语》、孫盛《雜記》中曹操杀害呂伯奢的内容。

### 《魏书》
王沈所著的《魏书》写于曹魏年間。内容包括呂伯奢的儿子及其宾客试图抢劫曹操，曹操殺了數人。没有杀死呂伯奢的情节。曹操行为属于防卫。

### 《魏晋世语》
《魏晋世语》为近百年后西晋郭頒所著。《世语》记载当时吕伯奢正外出，但他的五个儿子都在家里，正准备以宾主之礼迎接曹操，曹操自以違抗董卓任命，怀疑他們想要谋害他，便在晚上杀害八人后离去。属于多疑杀人，但没有杀呂伯奢的情节。

### 《雜記》
一百多年后东晋孫盛《杂记》中记载曹操因听到呂家的食器声，以为呂伯奢欲加害于他，于是趁夜将他杀死，并在说出“宁我负人，毋人负我！”这句名言后离开。

## 艺术形象

### 三國演義
明代小說《三國演義》採用《世語》和《雜記》的資料改編，說伯奢是曹操的父親系結義兄弟，與曹操見面後吩咐家人殺豬款待，自己騎驢到西村去沽酒，曹操聞堂後有磨刀之聲，疑其圖己，把他全家殺掉，後來知道誤殺時，同陳宮策馬出逃，行不到二里，路遇呂伯奢驢鞍前鞒懸酒瓶，手攜果菜，操揮劍砍伯奢於驢下，臨行前還說：“寧教我負天下人，休教天下人負我！”極力渲染曹操的奸惡殘忍，並寫陳宮因目睹此事而離開曹操。

### 影視形象
- 中國中央電視台電視劇《三國演義》（1994年）：曹世骧
- 中國電視劇《三国》（2010年）：赵丙奎